# Morąg
Morąg (tot 1945 Duits: Mohrungen in Oost-Pruisen) is een stad in het Poolse woiwodschap Ermland-Mazurië, gelegen in de powiat Ostródzki. De oppervlakte bedraagt 6,11 km², het inwonertal 14.570 (2005).

## Geschiedenis
Mohrungen wordt in 1328 vermeld onder deze naam, die teruggaat op het Pruzzische woord mare, wat moeras betekent. Al eerder had een ondernemer met de naam  Peter von Sumpf onder gezag van de Duitse Orde ter plaatse een dorp opgericht en bevolkt met kolonisten uit het gebied van de Harz in noorden van Duitsland. In 1327 worden stadsrechten verleend. 
De stad wordt in 1410 door de koning van Polen bezet, nadat hij de Duitse Orde een nederlaag had toegebracht bij Tannenberg. In de interne spanningen binnen de Staat van de Orde organiseerden de steden zich en kozen zij de Poolse koning in 1440 als hun beschermheer. Na een strijd van 25 jaar moest de Orde een Tweede Vrede van Thorn (1466) sluiten en haar land verdelen. De koning kreeg West-Pruisen en Ermland, de Orde behield Oost-Pruisen. Omdat Elbing bij het westelijk deel kwam te behoren, werd het gezag van de Orde verplaatst naar Preussisch-Holland, nabij Mohrungen.
In 1525 seculariseerde de Orde zich, en de laatste ‘grootmeester’ nam als de nieuwe 'hertog van Pruisen' het lutherse geloof aan. De stad moest in onderpand voor een lening aan Burggraaf Peter von Dohna gegeven worden en deze richtte haar tot 1573 in als zijn residentie. 
In de 17de en 18de eeuw brachten de Zweeds-Poolse oorlogen en stadsbranden veel schade toe en in 1740 woonden er nog maar 1.000 mensen. In de jaren 1758-1762 werd Morąg bezet door Russische troepen. In 1807 werd de stad bezet door Franse troepen, die werden aangevallen door de Russen, wat in de stad voor verwoestingen zorgde. Na de val van de Franse keizer werd Mohrungen districtshoofdstad van de gelijknamige ‘Kreis’. In 1820 had het aantal inwoners zich verdubbeld tot 2.000. In 1875 telde de stad ruim 3.500 inwoners, maar hun aantal zou snel stijgen toen in 1882 de 'Preußischen Staatsbahn' de nieuwe spoorlijn Marienburg – Allenstein, en in 1902 ook de spoorbaan Wormditt – Osterode op de stad aansloot, die daarmee een verkeersknooppunt werd. Industrie ontwikkelde zich en trok nieuwe inwoners aan. Hun aantal was even voor de Tweede Wereldoorlog verdubbeld tot 8.376. 
In januari 1945 naderde het Sovjet-leger de stad en begonnen de inwoners te vluchten. Onder anderen pleegden 26 verpleegsters van het Diakonessenziekenhuis collectief zelfmoord (zie Verdrijving van Duitsers na de Tweede Wereldoorlog). De helft van de stad werd na de inname afgebrand. 
De Poolse autoriteiten namen het gezag over en doopten de stad om tot Morąg; achtergeblevenen werden uitgewezen en vervangen door Polen. In 1990 kwam hun aantal op 16.000 en daarna stagneerde het. 
In 2010 werd hier een basis voor NAVO-afweerraketten ingericht.

## Verkeer en vervoer
- Station Morąg
- Station Morąg Kolonia

## Geboren in Mohrungen/Morąg
- Christoph von Dohna (1583–1637), door stadhouder Frederik Hendrik benoemd als gouverneur van het vorstendom Orange
- Johann Gottfried von Herder (1744–1803), filosoof, theoloog en dichter, voorloper van de Romantische School
- Friedrich von Zander (1791–1868), door de Pruisische koning geadeld lid van het Herrenhaus (Senaat)
- Otto Ungerbühler (1799–1857), afgevaardigde naar het eerste Duitse parlement in Frankfurt (1849)
- Elisabeth von Thadden (1890–1944), aangesloten bij de Bekennende Kirche en als deelneemster aan het verzet, ter dood veroordeeld en gebracht.